# Numero sterico

Il tetrafluoruro di zolfo ha numero sterico 5.

Il numero sterico (NS) di un atomo in una data molecola è dato dal numero di atomi legati a quell'atomo, cioè il numero di coordinazione (NC), più il numero di coppie elettroniche solitarie presenti e attive su tale atomo. Questo parametro è un elemento basilare per la teoria VSEPR, utilizzata per valutare la disposizione geometrica (detta anche geometria molecolare) degli atomi in una molecola. In altri termini, il numero sterico per un dato atomo è dato dalla somma del numero di coppie elettroniche di legame e del numero di coppie elettroniche di non legame. 
Il numero sterico è connesso anche al tipo di ibridazione di quell'atomo. 
Ammesso che un dato atomo possa ibridarsi, si possono avere i seguenti casi generali:
- un atomo avente numero sterico 2 avrà ibridazione sp e la geometria molecolare sarà lineare, angoli di 180°
- se uguale a 3, l'bridazione sarà sp2 e la geometria molecolare sarà triangolare (planare), angoli di 120°
- se uguale a 4, l'ibridazione sarà sp3 e la geometria molecolare sarà tetraedrica, angoli tetraedrici [acos(-1/3), ~109,5°]
- se uguale a 6, l'ibridazione sarà del tipo sp3d2, angoli di legame di 90° e la geometria molecolare ottaedrica
- se è uguale a 5, l'ibridazione sarà del tipo sp3d; in tali casi, dato che non esiste un solido regolare a 5 vertici, le geometrie possibili sono più di una, le più comuni sono la bipiramide trigonale e la piramide a base quadrata; in entrambi i casi i legami non saranno tutti uguali tra loro e lo stesso per gli angoli, a differenza di tutti i casi precedenti.

Se per l'atomo la promozione di elettroni e successiva ibridazione non sono processi energeticamente convenienti, può accadere che si abbiano geometrie molecolari approssimate o anche (molto) diverse.

## Il numero sterico nella teoria VSEPR
Il calcolo del numero sterico dell'atomo centrale di una molecola è un passo fondamentale per prevederne la disposizione geometrica. Ad esempio in una molecola di SF4 (tetrafluoruro di zolfo) il numero di atomi legati allo zolfo è 4 (è rappresentato infatti dal numero di coordinazione); inoltre lo zolfo ha ancora una coppia solitaria di elettroni (non condivisi con nessun altro atomo). Dunque in questo caso il numero sterico è 5 (4+1). Ciò permette, tramite la teoria VSEPR, di calcolare la più stabile disposizione degli atomi e dei loro legami all'interno della molecola.